# A Member of Tattersall's
A Member of Tattersall's é um filme mudo de drama esportivo britânico de 1919, dirigido por Albert Ward, estrelado por Isobel Elsom, Malcolm Cherry e Campbell Gullan. Foi baseado em uma peça de H. V. Browning.

## Elenco
- Isobel Elsom - Mary Wilmott
- Malcolm Cherry - Capitão Brookes Greville
- Campbell Gullan - Foxey
- Tom Reynolds - Peter Perks
- James Lindsay - Lord Winthrop